# 今泉舞
今泉 舞（いまいずみ まい、1992年12月6日 - ）は、日本の女優である。神奈川県出身。エンパシィ所属。
上智大学文学部国文学科卒業。

## 来歴
- 2000年　劇団ひまわり入団。
- 2001年　「コルチャック先生」ハネチカ役にて舞台デビュー。
- 2006年　劇団ひまわり退団。
- 2011年　「線のほとりに舞う花を」よりてがみ座に参加し、劇団員となる。
- 2016年　てがみ座退団。

## 出演

### 舞台・ミュージカル
- 「コルチャック先生」 - ハネチカ役 （2001年、世田谷パブリックシアター）
- 「オイディプス王」 - アンティゴネー役（2002年6月7日 - 30日、渋谷シアターコクーン）
- 「風と共に去りぬ」 - スカーレット幼少役（帝国劇場）
- 「ココ・スマイル3〜虹色のメロディー〜」 - Mバージョン ココ役（2004年8月18日 - 22日、銀座博品館劇場）
- 劇団民藝「火山灰地」 - 駒井アヤ子役（東京芸術劇場）
- 「ココ・スマイル4〜金星のステージ〜」 - Sバージョン 有馬陽子役（2005年8月24日 - 28日、銀座博品館劇場）
- 「フレンズ〜ガラクタ怪獣のなみだ〜」 - Mバージョン 月島空役（2006年8月24日 - 27日、新宿シアターサンモール）
- 「かくれんぼ」 - 速水沙織役（2006年12月6日 - 10日、銀座小劇場）
- 「ココ・スマイル5〜明日へのロックンロール〜」 - Eチーム イズミ役（2007年8月22日 - 26日、全労済ホール スペース・ゼロ）
- ファミリーミュージカル「魔法使いサリー2008」 - Kチーム チェリー役（2008年5月3日 - 11日、銀座博品館劇場）
- 「ココ・スマイル4〜金星のステージ〜」 - Jバージョン 牧瀬広香役（2008年8月14日 - 19日、新宿シアターサンモール）
- 「ラブリーズ〜君に捧げるハーモニー〜」 - 空チーム 久野里沙子役（2008年12月30日 - 2009年1月12日、下北沢小劇場「楽園」）
- 「ココ・スマイル6〜夏色のキャンバス〜」 - Eチーム 川島聡美役（2009年8月20日 - 24日、全労済ホール スペース・ゼロ）
- Arts Fusion in KANAGAWA Part2「リボンの騎士〜鷲尾高校演劇部奮闘記〜」 - 池田まゆみ役（2011年2月26日・27日、神奈川県立青少年センターホール）[1]
- てがみ座 第4回公演 シリーズ五線譜 vol.1「線のほとりに舞う花を」-トゥアナと呼ばれる少女役（2011年4月12日 - 18日、王子小劇場）[2]
- てがみ座 第5回公演 「空のハモニカ-わたしがみすゞだった頃のこと-」 - てる役（2011年9月14日 - 19日、下北沢「劇」小劇場）[3]
- みつわ会「十三夜／不幸」 劇場：六行会ホール （2012年、六行会ホール）
- てがみ座 第6回公演「乱歩の恋文」（2012年、シアタートラム）
- てがみ座 俳優勉強会「夏のおたより－眠っちゃいけない子守歌－」（2012年、兎亭）
- てがみ座 第7回公演「青のはて－銀河鉄道前奏曲－」（2012年、吉祥寺シアター）
- 身体の景色「戦場のピクニック」（2013年、d-倉庫）
- てがみ座 俳優企画公演「春のおたより－川底にみどりの魚はいる－」（2013年、ギャラリー・ルデコ4）
- てがみ座 第8回公演「空のハモニカ－わたしがみすゞだった頃のこと－」（2013年、京都芸術センター、座・高円寺1）
- てがみ座 第9回公演「地を渡る舟－1945/アチック・ミューゼアムと記述者たち－」（2013年、東京芸術劇場シアターウエスト）
- monophonic orchestra 5「さよなら、三上くん 望郷編」（2015年、APOCシアター）
- 劇団ホチキス「砂利塚アンリミテッド」（2015年、下北沢駅前劇場）
- 青☆組「青色文庫―其弐、文月の祈り―」（2015年、ギャラリーゆうど）
- てがみ座 第11回公演「地を渡る舟―1945／アチック・ミューゼアムと記述者たち―」（2015年、東京芸術劇場シアターイーストほか）
- てがみ座 第12回公演「対岸の永遠」（2016年、シアター風姿花伝）
- ツチプロ「青」（2016年、下北沢駅前劇場）
- パルコプロデュース「近代能楽集より 葵上・卒塔婆小町」- 葵役、鹿鳴館の婦人役（2017年、新国立劇場中劇場ほか）
- 青☆組「グランパと赤い塔」（2017年、吉祥寺シアター）
- 劇団印象-indian elephant-「エーリヒ・ケストナー〜消された名前〜」（2020年、下北沢駅前劇場）
- HIGHcolors「或る、かぎり」（2025年、下北沢駅前劇場）[4]

### 声優・吹替
- サンタクロース・リターンズ! クリスマス危機一髪 - パメラ役（2003年11月19日、ブエナ ビスタ ホーム エンターテイメント）
- アフター（2019年7月12日、Netflix）
- THE LAWYER ～復讐の天秤～ - パトリシア役（2022年2月-、WOWOW[5]）
- NHK 青春アドベンチャー「砂漠の歌姫」 - リーヤ役（2011年11月14日 - 25日）[6]
- NHK 青春アドベンチャー「ピエタ」
- NHK FMシアター「井戸に吠える」（2014年2月8日、NHKFM）
- NHK 青春アドベンチャー「鷲の歌」
- NHK 青春アドベンチャー「あたたかい水の出るところ」
- NHK 青春アドベンチャー「アグリーガール」
- NHK 青春アドベンチャー「晴れたらいいね」[7]
- NHK 青春アドベンチャー「帝冠の恋」
- NHK 青春アドベンチャー「また、桜の国で」

### コンサート
- 「ココ・スマイル ファミリーコンサート vol.2〜Legend〜」（2006年1月8日、セシオン杉並）

### テレビドラマ
- 悪女（わる）働くのがカッコ悪いなんて誰が言った? 第3話・第9話（2022年4月27日・6月8日、日本テレビ）